# Ectoedemia scabridae
Ectoedemia scabridae là một loài bướm đêm thuộc họ Nepticulidae. Nó được miêu tả bởi Scoble năm 1983. Nó được tìm thấy ở Nam Phi (Nó đã dược miêu tả ở Natal).
Ấu trùng ăn Diospyros scabrida.